# Мохник, Андрей Владимирович
Андрей Владимирович Мохник (укр. Андрій Володимирович Мохник; род. 15 июня 1972, город Липовец, Винницкая область, УССР, СССР) — заместитель председателя Всеукраинского объединения «Свобода» по политическим вопросам, член Политсовета Всеукраинского объединения «Свобода». До сентября 2010 года был председателем Киевской городской организации ВО «Свобода». Депутат Киевского областного совета (2010—2012). С 27 февраля по 2 декабря 2014 года министр экологии и природных ресурсов в правительстве Арсения Яценюка.

## Биография
С шести до четырнадцати жил с родителями в г. Припять. Пострадал от Чернобыльской аварии. Работа в системе образования, личный опыт борьбы с русификацией. В националистическом движении Андрей с середины 1990-х.
Образование высшее. В 1994 году окончил Киевский инженерно-строительный институт по специальности инженер-строитель, а в 2011 году — Киевский национальный университет имени Тараса Шевченко по специальности юрист.
Работал прорабом, инженером в научно-исследовательском институте. Некоторое время работал в системе Министерства образования Украины.
Живёт в Киеве. Женат, воспитывает дочь Мирославу и сына Михаила.

## Политическая карьера
С 1986 по 1989 год — член ВЛКСМ. Вышел по собственному желанию.
С июля 2004 года — член Всеукраинского объединения «Свобода».
Март 2006 — кандидат в народные депутаты Украины от Всеукраинского объединения «Свобода», № 26 в избирательном списке. Во время выборов был помощником-консультантом народного депутата Олега Тягнибока.
Сентябрь 2007 — кандидат в народные депутаты Украины от ВО «Свобода», № 9 в избирательном списке. На время выборов: аналитик ООО «Укрдефенсконсалтинг».
Октябрь 2010 — кандидат в депутаты Киевского областного совета от ВО «Свобода», № 3 в избирательном списке.
На выборах народных депутатов Украины 28 октября 2012 года был избран в Верховную раду по партийному списку ВО «Свобода», в котором значился под третьим номером. В парламенте стал председателем подкомитета по вопросам организации и деятельности органов юстиции и исполнительной службы Комитета по вопросам правовой политики и заместителем председателя фракции. Также является членом Исполнительного комитета Национальной парламентской группы в Межпарламентском союзе.
27 февраля 2014 года назначен министром экологии и природных ресурсов в правительстве Арсения Яценюка. 2 декабря 2014 года был освобождён от занимаемой должности в связи с новым составом правительства .
В октябре 2009 года председатель Киевской городской организации «Свободы» Андрей Мохник вручил обращение Политсовета ВО «Свобода» к президенту Украины Виктору Ющенко с требованиями присвоить звание Героя Украины Степану Бандере, признать борьбу ОУН-УПА национально-освободительной борьбой украинской нации и объявить 14 октября — день создания УПА — государственным праздником. Является организатором факельных шествий бандеровцев 1 января. К 105-й годовщине со дня рождения Степаны Бандеры в 2014 году, говорил Мохник, националисты «должны сплотить нацию и перенять полноту власти» на Украине. Вот одна их характерных речей министра экологии Украины Андрея Мохника: «Мы отодвинули границы украинского национализма далеко на Восток… Наша бандеровская армия ежедневно растёт. Поэтому и дрожат наши враги! … Бандера — тот символ, который ведёт украинцев на борьбу».
30 сентября 2015 года Министерство внутренних дел Украины вызвало на допрос на 7 октября 2015 года Андрея Мохника (по делу о беспорядках у здания Верховной рады Украины 31 августа 2015 года).

## Награды
- Наградное оружие — пистолет «Форт-17» (22 мая 2014)[2].